# Ojuelos de Jalisco
Ojuelos de Jalisco è un comune del Messico, situato nello stato di Jalisco.